# Eryk (junior)
Eryk (junior) (ur. ?, zm. ?) – syn  Eryka Pomorskiego, księcia pomorskiego, i Cecylii.

## Pochodzenie
Eryk (junior) pochodził ze związku Eryka Pomorskiego i Cecylii, który mógł być małżeństwem morganatycznym. Dawny król Norwegii, Danii i Szwecji po śmierci swej żony Filipy Lancaster związał się z jej pokojówką – Cecylią, z którą przeżył romans. Prawdopodobnie pochodziła z duńskiej bądź szwedzkiej rodziny chłopskiej. Po utracie królestwa duńskiego i szwedzkiego w roku 1439 – Eryk wraz z Cecylią osiedlili się na Gotlandii, a następnie w Darłowie. 
O związku małżeńskim z Cecylią świadczą zapisy w księdze uposażeń klasztoru kartuzów, w której wymieniona została jako (łac. uxor, domina oraz regina), czyli żona, pani i królowa. Według niektórych badaczy związek, mimo oburzenia możnych, został zawarty jeszcze zanim Eryk utracił panowanie w królestwach, czyli po roku 1430, a przed 1439 (A. Hofmeister). 
Data narodzin i śmierci Eryka (juniora) nie została odnotowana w źródłach współczesnych. Jedyna wzmianka o jego imieniu pochodzi z kroniki gdańskiego kronikarza Kaspra Schütza, który powołał się na archiwalne dokumenty pomorskie. A. Hiltebrand twierdził znowuż, że „mały książę” zmarł w młodości. Współczesna genealogia skłania się do uznania Eryka (juniora) za syna Eryka Pomorskiego i Cecylii.

### Genealogia
| Warcisław VII ur. w okr. 1362–1363 najp. 1365 zm. 25 lutego 1395 | Warcisław VII ur. w okr. 1362–1363 najp. 1365 zm. 25 lutego 1395 |                                                                      |                                                                      | Maria ur. 1363–1367 zm. w okr. 9 VIII 1402 – 7 II 1403 | Maria ur. 1363–1367 zm. w okr. 9 VIII 1402 – 7 II 1403 |  |  | NN ur. ? zm. ? | NN ur. ? zm. ? |                                  |                                  | NN ur. ? zm. ? | NN ur. ? zm. ? |
|                                                                  |                                                                  |                                                                      |                                                                      |                                                        |                                                        |  |  |                |                |                                  |                                  |                |                |
|                                                                  |                                                                  |                                                                      |                                                                      |                                                        |                                                        |  |  |                |                |                                  |                                  |                |                |
|                                                                  |                                                                  | Eryk Pomorski ur. przed 11 VI 1382 zm. zap. 3 V lub przed 16 VI 1459 | Eryk Pomorski ur. przed 11 VI 1382 zm. zap. 3 V lub przed 16 VI 1459 |                                                        |                                                        |  |  |                |                | Cecylia ur. ? zm. po 22 VII 1459 | Cecylia ur. ? zm. po 22 VII 1459 |                |                |
|                                                                  |                                                                  |                                                                      |                                                                      |                                                        |                                                        |  |  |                |                |                                  |                                  |                |                |
|                                                                  |                                                                  |                                                                      |                                                                      |                                                        |                                                        |  |  |                |                |                                  |                                  |                |                |
|                                                                  |                                                                  |                                                                      |                                                                      |                                                        |                                                        |  |  |                |                |                                  |                                  |                |                |

|  |  |  |  | Eryk (junior) (ur. ?, zm. ?) |